# Aichal
Aichal (jakut. und russisch Айхал; das jakutische Wort steht für „Ruhm“) ist eine Minensiedlung in der russischen Republik Sacha (Jakutien). Sie besitzt den Status einer Siedlung städtischen Typs und hat 13.727 Einwohner (Stand 14. Oktober 2010).

## Geographie
Der Ort liegt im Wiljui-Becken, etwa 60 km südlich der Stadt Udatschny und des nördlichen Polarkreises und 500 km nordöstlich des Rajonverwaltungszentrums Mirny.
Nahe der Stadt verläuft das Flüsschen Sochsoloch. Übersetzt aus dem Jakutischen bedeutet der Name „Fluss des Todes“. Laut einer Legende sind dort unzählige Rentiere beim Versuch, den Fluss auf dem zu dünnen Eis zu überqueren, ertrunken.

## Geschichte
Die Siedlung wurde im Jahre 1961 im Zuge der Entdeckung und Erschließung des Kimberlitschlotes „Aichal“ gegründet. Bereits 1962 erhielt sie den Status einer Siedlung städtischen Typs. Im Jahre 1985 wurde 20 Kilometer von Aichal entfernt eine weitere Mine, „Jubileinaja“ (Юбилейная), eröffnet.

### Bevölkerungsentwicklung
| Jahr | Einwohner |
| ---- | --------- |
| 1970 | 5.386     |
| 1979 | 5.440     |
| 1989 | 11.552    |
| 2002 | 15.782    |
| 2010 | 13.727    |

Anmerkung: Volkszählungsdaten

## Wirtschaft
Auf Grundlage der seit 1960 entdeckten Kimberlitvorkommen um Aichal werden von Alrosa in den Minen „Aichal“ und „Jubileinaja“ Diamanten abgebaut. Der Abbau erfolgt im Tagebaubetrieb. In der „Fabrik Nr. 14“ des Ortes werden die Erze angereichert.